# Catarina Vasconcelos
Catarina Vasconcelos é uma realizadora de cinema portuguesa. O seu filme A Metamorfose dos Pássaros foi apresentado mundialmente no Festival de Cinema de Berlim de 2020. A sua curta-metragem de estreia, Metáfora ou a Tristeza Virada do Avesso, foi premiada como Melhor Curta-metragem Internacional no festival de cinema parisiense Cinema du Réel.
Em 2021, foi convidada, enquanto membro da sociedade civil, para fazer parte da Comissão Independente para o Estudo dos Abusos Sexuais Contra as Crianças na Igreja Católica Portuguesa, com o lema Dar Voz ao Silêncio, tendo o relatório final sido divulgado em fevereiro de 2023.

## Biografia
Catarina Vasconcelos nasceu em Lisboa, em 1986. Estudou na Faculdade de Belas Artes da Universidade de Lisboa e fez uma pós-graduação em Antropologia Visual no ISCTE - Instituto Universitário de Lisboa. Também efetuou um mestrado em Comunicação Visual no Royal College of Art, Londres, onde realizou a sua primeira curta-metragem, a já acima referida Metáfora ou a Tristeza Virada do Avesso.
Fez parte ainda do gtIST, Grupo de Teatro do Instituto Superior Técnico da Universidade de Lisboa, tendo aí obtido formação em Expressão Dramática e participado em peças teatrais de abordagem mais conceptual (trabalhou com os encenadores Gonçalo Amorim e Susana Vidal).

## Obra cinematográfica
- 2023 - Noturno para uma Floresta[4]
- 2020 - A Metamorfose dos Pássaros [5]
- 2014 - Metáfora ou a Tristeza Virada do Avesso [6]
- 2011 - Eu Sou da Mouraria - ou sete maneiras de contar e guardar histórias (correalizado com Catarina Laranjeiro) [7]

## Prémios
Em 2022, ganha o Prémio Nico, da Academia Portuguesa de Cinema.
A curta-metragem Metáfora ou a Tristeza Virada do Acesso ganhou:
- 2014 - O prémio de Melhor Curta Metragem Internacional no  Festival Cinema du Réel [6]

Com o filme A Metamorfose dos Pássaros ganhou:
- 2020 - Prémio de Melhor Filme Zabaltegi — Tabakalera, no Festival de Cinema de San Sebastián [9]
- 2020 - Prémio de Melhor Filme e o Prémio do Júri Jovem, no Festival Internacional de Documentário do Chile (FIDOCS) [10][11]
- 2020 - Prémio de Melhor Filme no Festival de Cinema de Pésaro (Itália) [12][13]

- 2021 - Ganhou dois prémios no Festival Panorama Internacional - Coisa de Cinema (Brasil): o Prémio Especial do Júri e o Prémio do Público [14][15]
- 2021 - Voltou a ganhar dois prémios no festival de cinema documental One World (Roménia): o Prémio Especial do Júri e o Prémio do Público [16]
- 2022 - Prémio Autores para "Melhor Argumento" e "Melhor Filme" da Sociedade Portuguesa de Autores[17]

Com o filme Noturno para uma Floresta ganhou:
- 2024 - Prémio Menção Especial, no Festival Internacional de Cinema, IndieLisboa;[18]
- 2023 - Prémio de Melhor Realizador, no Bucharest International Experimental Film Festival.[18]

## Ligações Externas
- Trailer - A Metamorfose dos Pássaros